# Шауэнбург (руины)
Руины замка Шауэнбург (нем. Schauenburg) — руины на вершине холма Бургберг (нем. Burgberg) на западе коммуны Шауэнбург в Кассельском районе, Северный Гессен (Германия).

## Географическое положение
Руины замка Шауэнбург расположены в природном парке Хабихтсвальд, на холме Бургберг высотой 499.9 м. нум, на юго — западе от верховья реки Бауна. Расстояние до Касселя чуть менее 12 километров в юго — западном направлении.

## История
Замок Шауэнбург бы построен между 600 и 80 годом н. э., в то время когда исторический регион Гессенгау уже стал частью Франкского государства. Вероятнее всего, он использовался в качестве жилого замка, но мог также вместе с замками Нумбург, Вейдельсбург, Кюгельсбург и Дезенберг быть частью пограничных оборонительных сооружений против саксов.
В 1089 году замок, под названием нем. Scouwenburg упоминается в документах бенедиктийского монастыря Хельмарсхаузен и высшего суда города Дитмиль (нем. Ditmelle), в настоящее Дитмольд (нем. Ditmold). В это время замок принадлежал графскому роду Шауэнбург, благодаря этому замку род и получил графский титул. Предположительно, графья были покровителями деревни Кирхдитмольд, а также монастырей Вайсенштайн и Кауфунген.
Графство Шауэнбург, вероятно, было предметом спора между Тюрингией (позже Гессенским ландграфством) и Майнцкой Епархией. Этим объясняется, что граф Шауэнбург в 1223 году стал феодом Херсфельдского аббатства, которое было на стороне Майнца. Со смертью графа Бертольда в 1252 году, линия графов Шауэнбург угасла. В этой связи исследователи делают вывод, что не позднее первой половины XIII века графство Шауэнбург, вместе с замком и всем двором, было продано Майнцкой Епархии.
В 1250 году архиепископ Майнца отдал замок рыцарю Герману фон Хольцхаузену. В начале XIV века он принадлежал уже рыцарям фон Далвигам. Однако Далвиги вскоре построили новое поместье у подножия холма, в 1336 году получившее название «im Hobe», с этого началась история нынешнего района Хоф города Шауэнбург. В 1543 году замок для проживания уже не использовался и превратился в каменоломню.
В наше время сохранились фрагменты зданий, стен и сводчатый погреб (de:Gewölbekeller). Однако местность на которой располагался замок, является труднодоступным, поскольку сильно заросло кустами и деревьями.